# Nasturtium tweediei
Nasturtium tweediei är en korsblommig växtart som beskrevs av Otto Eugen Schulz. Nasturtium tweediei ingår i släktet källfränen, och familjen korsblommiga växter. Inga underarter finns listade i Catalogue of Life.